# Giovanni Tavelli
Blahoslavený Giovanni Tavelli (1386, Codrignano – 24. července 1446, Ferrara) byl italský římskokatolický kněz a biskup Ferrary.

## Život
Narodil se roku 1386 v Codrignano, v bohaté rodině. V Tossignanu a poté na Boloňské univerzitě studoval filosofii a právo. Roku 1408 zanechal studia a připojil se k řádu Jesuátů.
Roku 1426 byl jmenován převorem konventu řádu v Ferraře. Roku 1428 nechal vystavět kostel Svatého Jeronýma, který byl přidělen k řádu.
Dne 28. října 1431 jej papež Evžen IV. jmenoval biskupem Ferrary i když ještě nebyl knězem. Zpočátku to odmítl, ale po naléhání papeže přijal. Kněžské a biskupské svěcení přijal 27. prosince stejného roku. Šestkrát navštívil svou diecézi, roku 1433 se účastnil Koncilu v Basileji a roku 1438 koncilu ve Ferraře.
Pomáhal občanům Ferrari při povodních a moru. Roku 1443 založil nemocnici svaté Anny, které se věnoval poslední roky svého života. Dnes je to největší nemocnice Ferrary a její provincie.
Byl poradcem na nejvyšší úrovni a to kardinála bl. Niccola Albergatiho a papeže Evžena IV.
Zemřel 24. července 1446.

## Kult
Jeho kult začal krátce po jeho smrti a následně byl schválen papežem Klementem VIII. a papežem Benediktem XIV.
Dne 24. července 1995 se započal jeho proces svatořečení.